# Copidosoma heliothis
Copidosoma heliothis är en stekelart som först beskrevs av Yin-Xia Liao 1987.  Copidosoma heliothis ingår i släktet Copidosoma och familjen sköldlussteklar. Inga underarter finns listade i Catalogue of Life.